# Black Beatles
«Black Beatles» — песня, записанная американским хип-хоп дуэтом Rae Sremmurd при участии Гуччи Мейна, и выпущенная с их 2-го альбома SremmLife 2 13 сентября 2016 года лейблами EarDrummers и Interscope Records в качестве третьего сингла. Песня была написана Khalif Brown, Aaquil Brown, Radric Davis, Michael Williams, спродюсирована Mike Will Made It.
Журнал Billboard включил «Black Beatles» в список 100 лучших поп-песен 2016 года на позиции № 1 («100 Best Pop Songs of 2016»).
Редактор журнала Rolling Stone Роб Шеффилд включил «Black Beatles» в список 50 лучших песен 2016 года на позиции № 10 («50 Best Songs of 2016»).
Издание Pitchfork также поместило «Black Beatles» на 10-е место в своём списке 100 лучших песен 2016 года («100 best songs of 2016»).

## Предыстория и композиция
Песня была одним из последних треков, записанных для SremmLife 2, и стала основной причиной задержки выхода альбома с запланированной даты релиза в июне. В музыкальном плане «Black Beatles» — это хип-хоп и трэп с lo-fi продакшном.

## Отзывы
Эндрю Унтербергер из Billboard заявил, что «Black Beatles» — это «жизненно важная квинтэссенция молодости, которая очень приветствуется в эту наступающую эпоху социального консерватизма. Хотя оба брата Халиф „Swae Lee“ Браун и Аакил „Slim Jxmmi“ Браун уже достигли законного избирательного возраста, как единое целое Rae Sremmurd остаются решительно нью-вейвом, частью буйного урожая молодых МС Атланты, которые не столько заботятся о верности истории хип-хопа, сколько стремятся разрушить формалистические ограничения жанра для достижения своих собственных захватывающих, индивидуалистических целей. И это не значит, что Chainsmokers и Холзи были чопорными и заурядными — песня „Closer“ в некотором роде была блокбастером сама по себе, но после 12 недель любая песня становится устоявшейся. Нужны были перемены, и они произошли». Он также заявил, что, хотя «„Black Beatles“, конечно же, не является явно политической песней, и дуэт вполне объяснимо может закатить глаза на любое прочтение их теперь уже знакового хита, которое предполагает, что это так», он похвалил дуэт за дань уважения группе The Beatles и их способность разрушить ожидания статус-кво.

## Коммерческий успех
Песня заняла позицию № 1 в американском хит-параде Billboard Hot 100. «Black Beatles» также достиг позиции № 1 в чарте Hot R&B/Hip-Hop Songs.
К 4 декабрю 2016 года тираж «Black Beatles» превысил 653,000 копий в США.

## Музыкальное видео
22 сентября 2016 года было выпущено видео на сингл в аккаунте Vevo на YouTube. Режиссёром выступил Motion Family.

## Чарты
| Чарт (2016)                           | Наивысшая позиция |
| ------------------------------------- | ----------------- |
| Австралия (ARIA)                      | 3                 |
| Австралия Urban (ARIA)                | 1                 |
| Австрия (Ö3 Austria Top 40)           | 13                |
| Бельгия/Фландрия (Ultratop 50)        | 9                 |
| Бельгия/Валлония (Ultratop 50)        | 22                |
| Канада (Billboard Canadian Hot 100)   | 3                 |
| Колумбия (National-Report)            | 94                |
| Чехия (Singles Digitál Top 100)       | 7                 |
| Дания (Tracklisten)                   | 2                 |
| Финляндия (Suomen virallinen lista)   | 2                 |
| Франция (SNEP)                        | 2                 |
| Германия (GfK)                        | 8                 |
| Германия (Airplay Chart)              | 26                |
| Венгрия (Single Top 40)               | 15                |
| Ирландия (IRMA)                       | 3                 |
| Израиль (Media Forest)                | 8                 |
| Италия (FIMI)                         | 16                |
| Ливан (Lebanese Top 20)               | 8                 |
| Нидерланды (Dutch Top 40)             | 13                |
| Нидерланды (Single Top 100)           | 6                 |
| Новая Зеландия (Recorded Music NZ)    | 1                 |
| Норвегия (VG-lista)                   | 2                 |
| Португалия (AFP)                      | 3                 |
| Шотландия (OCC Scotland)              | 4                 |
| Словакия (Singles Digitál Top 100)    | 7                 |
| Испания (PROMUSICAE)                  | 3                 |
| Швеция (Sverigetopplistan)            | 3                 |
| Швейцария (Schweizer Hitparade)       | 4                 |
| Великобритания (OCC UK Singles)       | 2                 |
| Великобритания (OCC UK Hip Hop/R&B)   | 1                 |
| США (Billboard Hot 100)               | 1                 |
| США (Billboard Hot R&B/Hip-Hop Songs) | 1                 |
| США (Billboard Dance Club Songs)      | 39                |
| США (Billboard Pop Airplay)           | 13                |
| США (Billboard Rhythmic)              | 1                 |

## Сертификации и продажи
| Регион                                                                      | Сертификация  | Продажи   |
| --------------------------------------------------------------------------- | ------------- | --------- |
| Австралия (ARIA)                                                            | 3× Платиновый | 210 000   |
| Бельгия (BEA)                                                               | Золотой       | 10 000    |
| Бразилия (ABPD)                                                             | Бриллиантовый | 250 000   |
| Дания (IFPI Danmark)                                                        | Платиновый    | 90 000    |
| Франция (SNEP)                                                              | Платиновый    | 133 333   |
| Германия (BVMI)                                                             | Платиновый    | 400 000   |
| Италия (FIMI)                                                               | Платиновый    | 50 000    |
| Новая Зеландия (RMNZ)                                                       | Золотой       | 15 000    |
| Норвегия (IFPI Norway)                                                      | Платиновый    | 40 000    |
| Польша (ZPAV)                                                               | 2× Платиновый | 100 000   |
| Португалия (AFP)                                                            | Золотой       | 5000      |
| Испания (PROMUSICAE)                                                        | Золотой       | 20 000    |
| Великобритания (BPI)                                                        | Платиновый    | 600 000   |
| США (RIAA)                                                                  | 9× Платиновый | 9 000 000 |
| Данные о продажах + прослушиваниях приведены только на основе сертификации. |               |           |